# Nemerle
Nemerle – hybrydowy język programowania. Zawiera elementy programowania funkcyjnego i obiektowego, został utworzony przez grupę osób z Instytutu Informatyki Uniwersytetu Wrocławskiego. Nemerle jest językiem opartym na platformie .NET.
Autorem ogólnej koncepcji języka i szefem projektu jest Michał Moskal, a projekt współtworzyli również Kamil Skalski i Paweł Olszta. Nemerle dostępne jest na licencji BSD.
Główne cechy Nemerle to m.in.:
- składnia wzorowana na C#
- zaawansowany język makrodefinicji

Nazwa języka pochodzi od imienia arcymaga Nemmerle, postaci z książki Czarnoksiężnik z Archipelagu autorstwa Ursuli K. Le Guin. Brak jednej litery m jest zamierzony i ma umożliwić łatwiejsze rozróżnienie postaci od języka.